# Бленика (писательница)
Бленика (настоящие имя и фамилия — Пенка Денева Цанева); 8 февраля 1899, г. Тутракан (ныне Силистренской области, Болгарии — 19 декабря 1978, София) — болгарская писательница и переводчица.
Член Союза болгарских писателей.

## Биография
Окончила факультет славянской филологии Софийского университета (1925).
В студенческие годы стала публиковать свои первые стихи в журнале «Равенство» (1919, 1920). Позже сотрудничала с изданиями
«Вестник на жената», «ЛИК», «Литературен час», «Съвременник», «Изкуство и критика», «Литературен фронт», «Жената днес», «Септември».
В 1937—1946 работала учителем болгарского языка в Софии, редактором журнала «Жената днес».
Автор книг «Брегове» (1932), «Бяла птица» (1937), «Сребърни ръце» (1943), «На пост» (1952), «Лирика» (1960), «Пътят към звездите. Лирическа поема» (1964), «Отражения. Избрани стихотворения» (1976), «Избрани стихотворения» (1979), «Край белия Дунав. Спомени» (1987), «Избрани преводи» (1990).
Занималась переводом на болгарский произведений чешских, словацких, сербских, хорватских, польских, русских и украинских поэтов.
Особое место в её деятельности занимают переводы Пушкина, Лермонтова, Мицкевича, И. Волькера, Д. Тадияновича, Д. Максимович и других.
Муж — литературовед, историк литературы и критик, академик Георги Цанев.